# Fury (album Ektomorf)
Fury – jedenasty album studyjny węgierskiej grupy muzycznej Ektomorf.

## Lista utworów
1. The Prophet Of Doom - 3:02
2. AK 47 - 3:02
3. Fury - 3:38
4. Bullet In Your Head - 3:14
5. Faith And Strength - 3:08
6. Infernal Warfare - 2:59
7. Tears Of Christ - 4:02
8. Blood For Blood - 3:19
9. If You're Willing To Die - 3:51
10. Skin Them Alive - 3:10

## Twórcy
- Zoltán Farkas – gitara, śpiew
- Tamas Schrottner – gitara
- Szabolics Murvai – gitara basowa
- Robert Jaksa – perkusja